# 海賊バラクーダ
『海賊バラクーダ』（The Spanish Main）は、1945年に公開されたアメリカ合衆国の冒険映画。RKOによるテクニカラー作品である。監督はフランク・ボーゼイギ。出演はポール・ヘンリードやモーリン・オハラなど。

## ストーリー

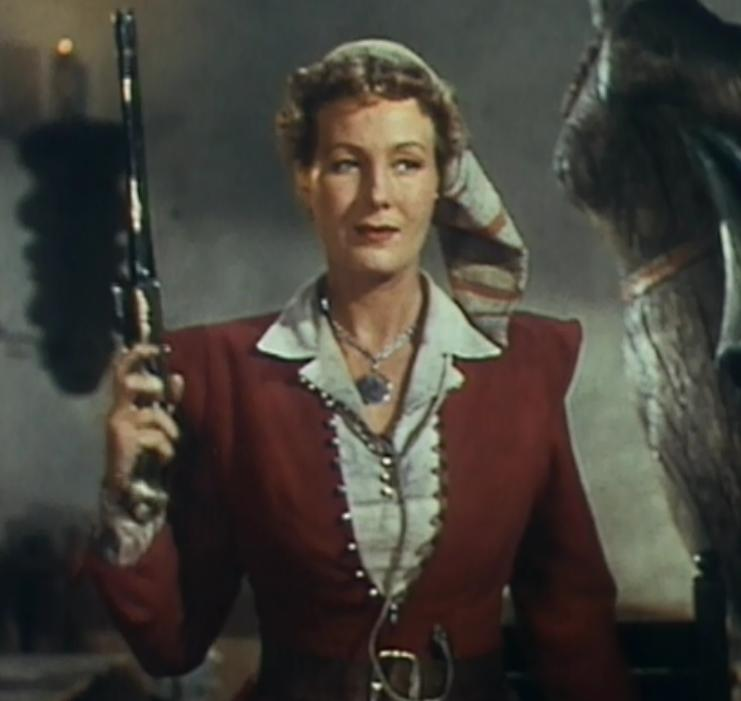
アン・ボニー役のビニー・バーンズ

オランダ商船の船長ローレント・ヴァン・ホーンは、スペイン植民地である新グラナダをおさめるドン・ファン・アルヴァドラにアメリカ行きの移民船を奪われ、奴隷として売り払われたことへのへの復讐のため、南米北岸のトルテュガを拠点とする海賊バラクーダとなった。
ある日バラクーダは、メキシコ太守の娘フランシスカがドン・ファンへ嫁ぐため、カルタヘナへ向かうことを知り、客を装って搭乗した。バラクーダは仲間たちに指示を出して襲撃させ、フランシスカとダリーン大僧正をとらえる。バラクーダにあえて嫁いだフランシスカは、彼を殺し損ねた。
そのころ、バラクーダの部下の一人ダ・ビラールは裏切りを企んでおり、フランシスカをカルタヘナに送った後、バラクーダに思いを寄せている仲間のアン・ボニーと話し合い、バラクーダを縛ってトルテュガに残し、自らカルタヘナへ行く。ところが、ダ・ビラールらを待っていたのは褒美ではなく投獄であり、バラクーダを連れてくるよう脅される。トルテュガへ戻ったダ・ビラールは修道僧に扮したバラクーダをカルタヘナまで連れてくる。ここでフランシスカはドン・ファンと面会し、愛しているのはバラクーダだと告げ、バラクーダたちを助ける。
殺し合いの末に生き残ったバラクーダは、死したドン・ファンをバラクーダ号の甲板の椅子に縛って生存を偽装する形で、カルタヘナ港口の砲台による攻撃を回避し、フランシスカとともに港を後にした。

## キャスト
| 役名                           | 俳優                   | 日本語吹き替え | 日本語吹き替え | 日本語吹き替え |
| 役名                           | 俳優                   | NHK総合版      | テレビ版1      | テレビ版2      |
| ------------------------------ | ---------------------- | -------------- | -------------- | -------------- |
| ローレント・ヴァン・ホーン船長 | ポール・ヘンリード     | 水島弘         | 愛川欽也       | 納谷六朗       |
| フランシスカ伯爵夫人           | モーリン・オハラ       | 北村昌子       | 森ひろ子       | 池田昌子       |
| ドン・ファン・アルバラド       | ウォルター・スレザック | 笠間雪雄       |                | 大宮悌二       |
| アン・ボニー                   | ビニー・バーンズ       | 佐野タダ枝     |                | 前田敏子       |
| マリオ・ダ・ビラール           | ジョン・エメリー       |                |                |                |

- NHK総合版：初回放送1964年1月5日『劇映画』15:20-17:00[3]

## スタッフ
- 監督: フランク・ボーゼイギ
- 製作: ロバート・フェローズ
- 原作: イーニアス・マッケンジー
- 脚本: ジョージ・ワーシング・イエーツ（英語版）、ハーマン・J・マンキーウィッツ
- 撮影: ジョージ・バーンズ
- 編集: ラルフ・ドーソン
- 音楽: ハンス・アイスラー